# Candidatura de Colombia para la Copa Mundial Femenina de Fútbol de 2023
La Federación Colombiana de Fútbol (FCF) se postuló a la candidatura para albergar la sede para la Copa Mundial Femenina de Fútbol de 2023, decisión que anunció oficialmente en agosto de 2016.
El comité de la candidatura incluyó a Andrés Tamayo, director jurídico y Camila Terreros, coordinadora de fútbol femenino de la FCF.
Colombia buscaba ser el primer país miembro de la Conmebol en organizar la Copa Mundial Femenina de Fútbol, pero la elección de Australia y Nueva Zelanda echó para atrás esa idea.

## Antecedentes
Colombia se presentaba por segunda vez en su historia para organizar una Copa Mundial de fútbol de FIFA en mayores, luego de la candidatura que resultó en la elección y posterior renuncia de la sede de la Copa Mundial de Fútbol de 1986.
En cuanto al fútbol femenino en Colombia, ha habido un importante crecimiento en popularidad luego de la participación de la Selección femenina de fútbol de Colombia en la Copa Mundial Femenina de Fútbol de 2015 y de la creación de la Liga Profesional Femenina de Fútbol de Colombia en 2017.
El título del Atlético Huila Femenino en la Copa Libertadores Femenina 2018 y los llenos en Bogotá y Cali en la final de la Liga Femenina de 2017 y 2019 fueron hitos que también fundamentaron la idea de presentar la candidatura.

## Apoyo institucional
El presidente del gobierno colombiano Iván Duque brindó su respaldo a la iniciativa por medio del Ministro de Deporte Ernesto Lucena, proponiendo la posibilidad de tener como posible sede a San Andrés y Providencia. Asimismo, el Presidente de Colombia consideró que la candidatura era parte de "la importancia del liderazgo de la mujer en el desarrollo deportivo de Colombia".

## Ciudades anfitrionas
Un total de 10 estadios e igual número de ciudades diferentes fueron presentados por Colombia para la candidatura mundialista. De estos escenarios, ocho fueron sede de la Copa Mundial de Fútbol Sub-20 de 2011.
| Imagen | Estadio                                | Aforo  | Ciudad       | Equipos                                                              | Notas |
| ------ | -------------------------------------- | ------ | ------------ | -------------------------------------------------------------------- | --- |
|        | Estadio Nemesio Camacho El Campín      | 40.000 | Bogotá       | Millonarios Fútbol Club Femenino Independiente Santa Fe Femenino     | Sede de la final de la Copa América 2001 Sede de la final de la Copa Mundial de Fútbol Sub-20 de 2011 Sede de la final de la Copa Sudamericana 2015 Sede de la final de la Recopa Sudamericana 2016                                                                      |
|        | Estadio Olímpico Pascual Guerrero      | 42.000 | Cali         | América de Cali Femenino Atlético Fútbol Club Femenino               | Sede de la Copa América 2001 Sede de la Copa Mundial de Fútbol Sub-20 de 2011 Sede de los Juegos Mundiales de 2013 Sede del Campeonato Mundial Juvenil de Atletismo de 2015 Sede de los Juegos Panamericanos Juveniles de 2021 Sede de la Copa América Femenina 2022.    |
|        | Estadio Metropolitano Roberto Meléndez | 50.000 | Barranquilla | Junior de Barranquilla Femenino                                      | Sede de la Copa América 2001 Sede de la Copa Mundial de Fútbol Sub-20 de 2011 Sede de los Juegos Centroamericanos y del Caribe de 2018 |
|        | Estadio Atanasio Girardot              | 48.700 | Medellín     | Atlético Nacional Femenino Deportivo Independiente Medellín Femenino | Sede de la Copa América 2001 Sede de los Juegos Sudamericanos 2010 Sede de la Copa Mundial de Fútbol Sub-20 de 2011 Sede de la final de la Copa Libertadores Femenina 2015 Sede de la final de la Copa Libertadores 2016 Sede de la final de la Recopa Sudamericana 2017 |
|        | Estadio Olímpico Jaime Morón León      | 20.000 | Cartagena    | Real Cartagena Femenino                                              | Sede de la Copa Mundial de Fútbol Sub-20 de 2011 Sede de los Juegos Deportivos Nacionales 2019 |
|        | Estadio Alfonso López                  | 25.000 | Bucaramanga  | Atlético Bucaramanga Femenino                                        | Sede del Sudamericano Femenino Sub-20 de 2010 Sede de la final del Preolímpico Sudamericano Sub-23 de 2020 Sede de la Copa América Femenina 2022. |
|        | Estadio Centenario                     | 23.500 | Armenia      | Deportes Quindío Femenino                                            | Sede de la Copa América 2001 Sede del Campeonato Sudamericano Sub-20 de 2005 Sede de la Copa Mundial de Fútbol Sub-20 de 2011 Sede del Preolímpico Sudamericano Sub-23 de 2020 Sede de la Copa América Femenina 2022.                                                    |
|        | Estadio Hernán Ramírez Villegas        | 30.300 | Pereira      | Deportivo Pereira Femenino                                           | Sede de la Copa América 2001 Sede del Campeonato Sudamericano Sub-20 de 2005 Sede de la Copa Mundial de Fútbol Sub-20 de 2011 Sede del Preolímpico Sudamericano Sub-23 de 2020.                                                                                          |
|        | Estadio Palogrande                     | 41.000 | Manizales    | Once Caldas Femenino                                                 | Sede de la Copa América 2001 Sede de la final de la Copa Libertadores 2004 Sede de la final de la Recopa Sudamericana 2005 Sede del Campeonato Sudamericano Sub-20 de 2005 Sede de la Copa Mundial de Fútbol Sub-20 de 2011.                                             |
|        | Estadio General Santander              | 45.000 | Cúcuta       | Cúcuta Deportivo Femenino                                            | Sede de los Juegos Deportivos Nacionales 2012 |